# Reed Jones
Reed Jones (Portland, 30 giugno 1953 – Sherman Oaks, 19 giugno 1989) è stato un attore, cantante, ballerino e coreografo statunitense, noto soprattutto come interprete di musical.

## Biografia
Dopo essersi laureato in teatro musicale alla USIU School of the Performing Arts di San Diego, Jones debuttò a Broadway nel 1979, nel revival del musical Peter Pan con Sandy Duncan. Ad esso seguì il revival del 1980 di West Side Story, diretto e coreografato da Jerome Robbins, e Play Me a Country Song nel 1982. Sempre nel 1982 venne scelto da Trevor Nunn come sostituto di Willie Rosario nel ruolo di Skimbleshanks nella produzione del debutto di Broadway del musical Cats; durante le prove Rosario si infortunò al ginocchio e Jones divenne il titolare della parte. Interpretò il ruolo dal 1982 al 1984.
Morì a 35 anni per complicazioni legate all'AIDS.

## Filmografia
- Un'ombra nel buio (The Fan), regia di Edward Bianchi (1981)
- Chorus Line (A Chorus Line), regia di Richard Attenborough (1985)

## Teatro

### Attore
- Annie Get Your Gun, libretto di Herbert e Dorothy Fields, musiche di Irving Berlin, regia di Gower Champion, con Debbie Reynolds. Tour statunitense (1977)
- A Chorus Line, libretto di James Kirkwood Jr e Nicholas Dante, testi di Edward Kleban, musiche di Marvin Hamlisch, regia e coreografie di Michael Bennett. Tour statunitense (1978)
- Peter Pan, libretto di Carolyn Leigh, Betty Comden, Adolph Green e Jerome Robbins, musiche di Mark Charlap e Jule Styne, regia di Rob Iscove. Lunt-Fontanne Theatre di New York (1979)
- Pal Joey, libretto di John O'Hara, testi di Lorenz Hart, musiche di Richard Rodgers, regia di Michael Kidd, con Lena Horne. Ahmanson Theatre di Los Angeles (1979)
- Street Scene, libretto di Elmer Rice, testi di Langston Hughes, musiche di Kurt Weill, regia di Jack O'Brien. New York State Theatre di New York (1979)
- West Side Story, libretto di Arthur Laurents, testi di Stephen Sondheim, musiche di Leonard Bernstein, regia di Jerome Robbins. Minskoff Theatre di New York (1980)
- Play Me a Country Song, libretto di Jay Broad, musiche di John R. Briggs e Harry Manfredini, regia di Jerry Adler. Virginia Theatre di New York (1982)
- Cats, libretto di T. S. Eliot, musiche di Andrew Lloyd Webber, regia di Trevor Nunn, coreografie di Gillian Lynne. Winter Garden Theatre (1982)
- Duddy, libretto di Mordecai Richler, testi di Jerry Leiber, musiche di Mike Stoller, regia di Brian MacDonald. Citadel Theatre di Edmonton e National Arts Centre di Ottawa (1984)
- As Is, di William M. Hoffman, regia di Marshall W. Mason. Lyceum Theatre di New York (1985)
- Jubilee, libretto di Moss Hart, musiche di Cole Porter, regia di James Brennan. Town Hall di New York (1986)
- A Funny Thing Happened on the Way to the Forum, libretto di Larry Gelbart e Burt Shevelove, musiche di Stephen Sondheim, regia di George Martin, con Mickey Rooney. Tour statunitense (1987)

### Coreografo
- You Can't Take it with you, di Moss Hart e George S. Kaufman, regia di Ellis Rabb. Plymouth Theatre di New York (1983)